# Gáspár Károli
Gáspár Károli, även skrivet Károlyi, född 1529, död 1591, var en ungersk humanist och reformator.
Károli blev efter studier i Wittenberg en förkämpe för reformationen i Ungern. Hans huvudverk är den första fullständiga översättningen av Bibeln till ungerska, något som också bidrog till utvecklingen av ett enhetligt ungerskt skriftspråk.